# Hilimbaruzo (Mazo)
Hilimbaruzo is een bestuurslaag in het regentschap Nias Selatan van de provincie Noord-Sumatra, Indonesië. Hilimbaruzo telt 1054 inwoners (volkstelling 2010).